# 릴라의 문
《릴라의 문》(Porte Des Lilas, Gate Of Lilacs)은 이탈리아에서 제작된 르네 클레르 감독의 1957년 영화이다. 피에르 브라소 등이 주연으로 출연하였고 르네 클레르 등이 제작에 참여하였다.

## 개요
클레르 감독이 <파리축제>의 옛날로 되돌아간 것 같은 파리 서민의 스케치인데, 클레르의 조종인형(操縱人形)적인 인물이야말로 사람다운 인간이 되었다. 하지만, 인형연극 같은 클레르 영화의 맛이 브랏수르의 훌륭한 연기 솜씨와 브라상스의 아마추어 연기에 소탈하고 구애스러움이 없는 정취로 살려져서, 클레르의 독자적인 영화정신이 온 영화 속에 충만하며 서민애를 나타낸 점이 훌륭하다.

## 줄거리
파리의 릴라의 문 근처. 큰 몸집의 사나이인 주즈(브랏수르)는 헌 옷 장수인 어머니의 돈벌이에만 의지하고 있는 술주정뱅이 건달. 기타를 치며 자기가 지은 노래를 부르는 악사 브라상스는 주즈와 친구지간이며, 예축해 두었던 술을 주어 마시게 한다. 흉악범인이 횡행한다고 하여 범인을 색출코자 경찰관이 조사차 왔으나 악사의 집엔 이상한 사람이 없다. 경찰관이 떠나고 보이지 않게 되자 범인인 바르비에(앙리 비달)가 숨겨 달라고 하면서 나타났으므로 지하실에 감춘다. 두 사람은 바르비에의 정부(情婦)의 아파트로 짐을 찾으러 가고, 그가 달아나는 데 필요한 여권도 악사는 자기의 이름으로 받아갖고 온다. 순진한 술집 딸(다니 카렐)을 바르비에가 속여서 이용코자 하는 것을 주즈가 알고 대격투를 벌인 끝에 상대의 권총으로 쏘아 죽인다. 악사는 여권을 불태워버리고, 주즈는 바르비에가 술집 딸한테서 빼앗아 가졌던 돈을 되돌려 주려고 간다.

## 출연

### 주연
- 피에르 브라소

### 조연
- 헨리 비달
- 대니 카렐
- 레이몬드 버지어즈
- 가브리엘 퐁탕
- 아메디
- 아네트 푸아브르
- 앨리스 티솟

## 기타
- 미술: 리온 바사크
- 의상: 로신느 델라마르

## 같이 보기
- 제30회 아카데미상 외국어영화상 출품작 목록